# David Hockney
David Hockney (ur. 9 lipca 1937 w Bradford, Yorkshire, Anglia) – angielski malarz, rysownik, grafik, fotograf oraz scenograf, którego prace cechuje oszczędność techniki, zainteresowanie zagadnieniem światła w obrazie i zaczerpnięty z pop-artu i fotografii realizm w ukazywaniu zwyczajnych, prozaicznych tematów.

## Życiorys
Hockney studiował w Bradford College of Art (1953-57) i Royal College w Londynie (1959-62), gdzie uzyskał złoty medal w konkursie dyplomów. W 1961 odwiedził Stany Zjednoczone, dokąd powrócił w 1964 na trzy lata i gdzie wykładał na uniwersytetach stanowych Iowa, Kolorado i Kalifornii, a następnie przebywał na zmianę w USA i Anglii, by w końcu zamieszkać w 1978 roku w Los Angeles. Intensywnie, rażące światło, charakterystyczne dla tego miasta, i „nowoczesna estetyka kalifornijska” wywarły duży wpływ na jego malarstwo. Jest orientacji homoseksualnej. W roku 1966 poznał kalifornijskiego fotografa Petera Schlesingera, wówczas studenta sztuki, który został jego kochankiem oraz ulubionym modelem.
Mężem Hockneya jest jego wieloletni partner Jean-Pierre Gonçalves de Lima. Znany również jako JP, pracuje w studiu Hockneya jako jego główny asystent.

## Twórczość
W pracach Hockneya przeważa tematyka autobiograficzna; najwięcej jest portretów, autoportretów i pogodnych scen kameralnych, których bohaterami są jego przyjaciele i znajome wnętrza (np. Portret Artysty, 1971). Charakterystyczna dla nich swobodna elegancja i niezmącona świetlistość dominują także w martwych naturach Hockneya. Poszukiwana w zakresie fotografii w latach 80. zaowocowały Autostradą Pearblossom 11–18 kwietnia 1986 i in. fotokolażami. Hockney wydał kilka cykli graficznych w formie albumów, jak np. ilustracje do Six Fairy Tales of the Brothers Grimm (1970) i The Blue Guitar (1977). Osiągnął także wysoką pozycję międzynarodową jako scenograf operowy i baletowy. Wydał wiele książek, m.in. Hockney by Hockney (1976), Travels With Pen, Pencil and Ink (1978), Paper Pools (1980), David Hockney Photographs (1982), China Diary (1983) oraz Hockney Paints the Stages (1983). W 2012 roku został uhonorowany przez królową Elżbietę II Order of Merit. 15 listopada 2018 r. obraz Hockneya z 1972 Portrait of an Artist (Pool with Two Figures) został wylicytowany w domu aukcyjnym Christie’s za kwotę 90,3 miliona dolarów (z opłatami), stając się najdroższym sprzedanym dziełem żyjącego artysty. Rekord ten został pobity w maju 2019 r. wraz z wylicytowaniem Królika Jeffa Koonsa za kwotę 91,1 miliona dolarów.
W Polsce ukazały się jego książki:
- Wiedza tajemna. Sekrety technik malarskich Dawnych Mistrzów, Universitas, 2006 (tyt. oryg. Secret Knowledge. Rediscovering the lost techniques of the Old Masters) w tłumaczeniu Joanny Holzman
- Historia obrazów, David Hockney, Martin Gayford (tyt.oryg. History of Pictures), tł. Ewa Hornowska, Dom Wydawniczy Rebis, 2016
- Historia obrazów dla dzieci, David Hockney, Martin Gayford i inni (tyt. oryg. A History of Pictures for Children), tł. Ewa Hornowska, Dom Wydawniczy Rebis, 2018

W 2017 roku reżyser Phil Grabsky zrealizował film dokumentalny Hockney. Pejzaże, portrety i martwe natury (Exhibition on Screen: David Hockney at the Royal Academy of Arts), w którym wystąpił malarz.